# Anchinothria
De Anchinothria vormen een geslacht binnen de familie Onuphidae uit de orde Eunicida van de klasse der borstelwormen.

## Soorten
- A. cirrobranchiata
- A. crassisetosa
- A. macrobranchiata
- A. pycnobranchiata
- A. tosaensis